# Briefmarkenblock

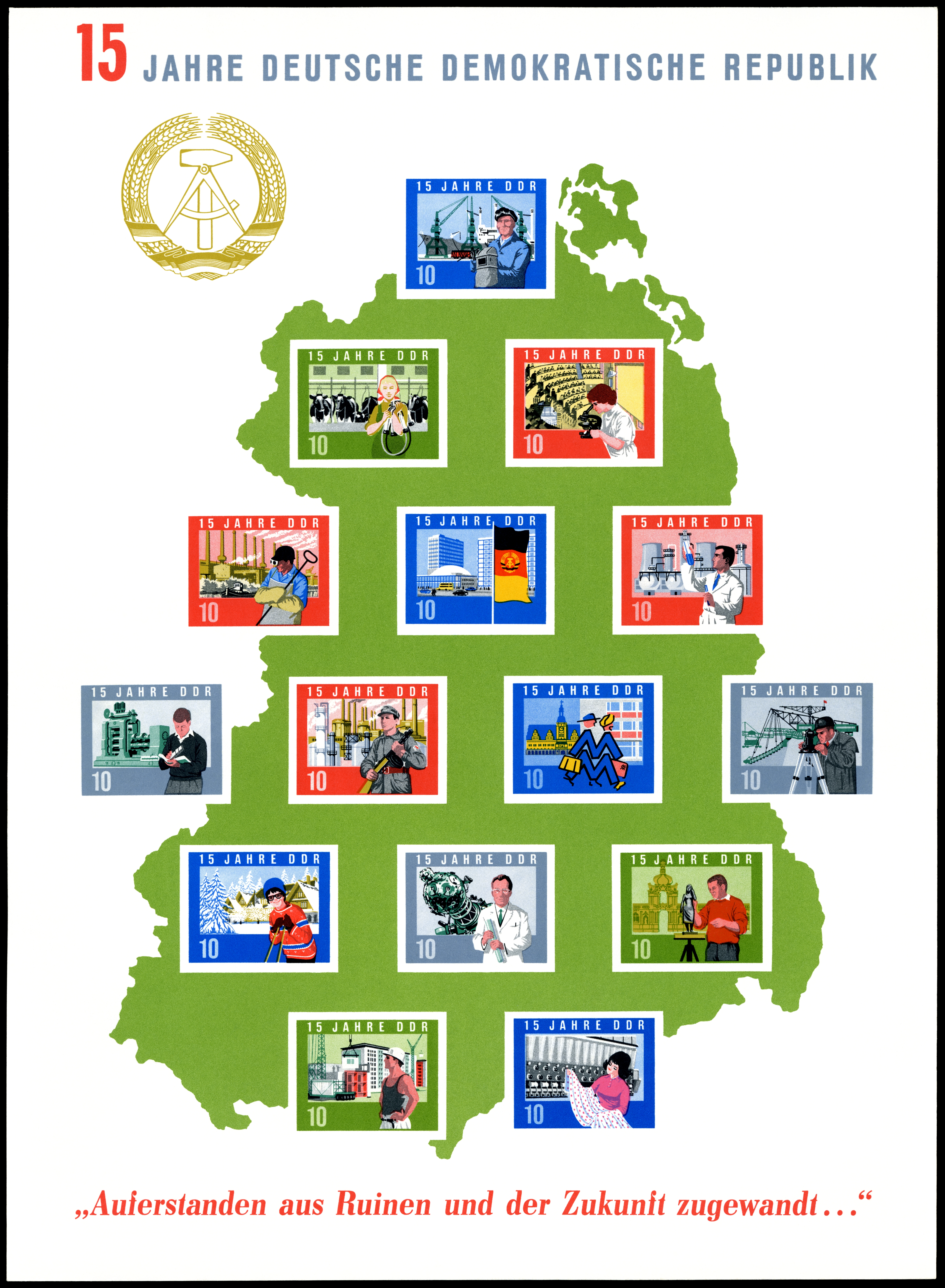
Der größte Briefmarkenblock der deutschen Geschichte hatte fast die Größe eines DIN-A4-Papierbogens und erschien zum 15. Jahrestag der Gründung der DDR. Größe: 210 × 285 mm.

Der Briefmarkenblock oder nur Block (Mehrzahl: -Blocks, nicht -Blöcke, außer in Österreich und der Schweiz – dort werden sie immer nur als Blöcke bezeichnet) besteht aus einer oder mehreren zusammenhängenden Briefmarken, die mit einem breiten, meist vielfach verzierten und beschrifteten, Rand versehen sind. Teilweise wird das Motiv der Briefmarke auf dem Rand fortgesetzt bzw. geht in benachbarte Marken über (siehe Beispiel unten). Briefmarkenblocks werden im Allgemeinen nur im Ganzen verkauft, wobei nicht selten der Verkaufspreis den Frankaturwert übersteigt. Für Blocks wird fast ausschließlich Kastenzähnung angewandt. Der Unterschied von Blocks mit mehreren Marken zu Kleinbogen ist schwierig festzulegen (siehe unten). Nicht zu den Briefmarkenblocks zählen Briefmarkenheftchen.

## Geschichte
Die ersten Vorläufer der Blocks erschienen am 3. Januar 1923 in Luxemburg. Es handelte sich um Marken anlässlich der Geburt von Prinzessin Elisabeth, die mit besonders breitem, inschriftlosen Rand verausgabt wurden. Man spricht von einer Gedenkausgabe in Blockform.
Im Jahre 1925 folgte Frankreich der luxemburgischen Idee mit einer Blockausgabe im heutigen Sinne. 50.000 Blocks wurden anlässlich der Exposition Internationale de Timbre-Poste in Paris am 2. Mai verausgabt. Diese Blocks besitzen einen großen, gedenkblattähnlichen Rahmen mit Verzierungen und einer Inschrift.
Im Deutschen Reich erschienen erstmals 1930 Blocks an den Schaltern der Reichspost. 1937 wurde bei den Blocks 9 und 11 der Rand durchstochen um die vier enthaltenen Marken auch einzeln verkaufen zu können.
In Österreich wurden die ersten Blocks anlässlich der WIPA 1933 aufgelegt und zählen weltweit zu den meistgesuchten und teuersten Blockausgaben.

## Postalischer Zweck

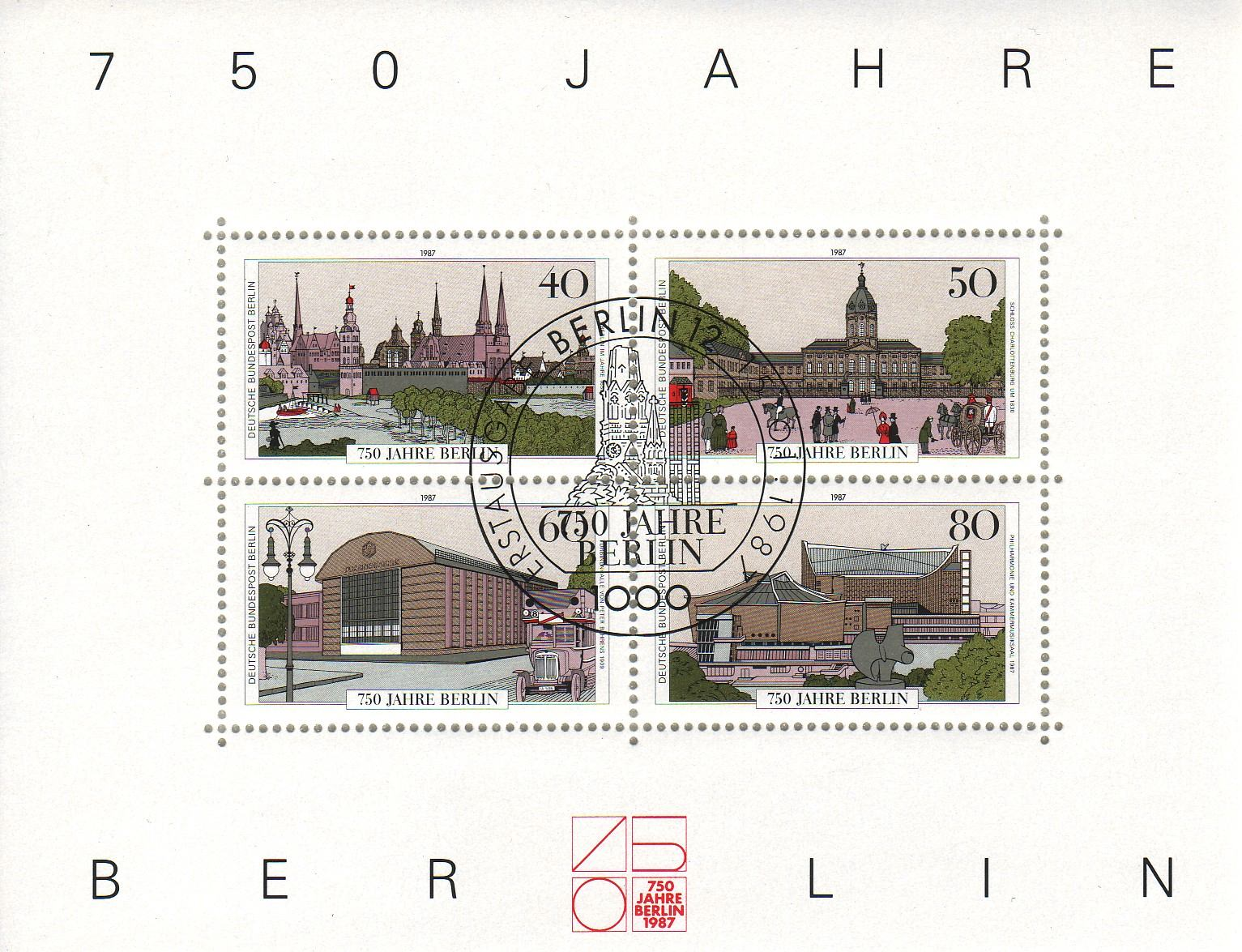
Letzter Briefmarkenblock (Michel-Katalog-Nr. Block 8) der Deutschen Bundespost Berlin mit vier Briefmarken und Sonderstempel vom 15. Januar 1987 zur 750-Jahr-Feier der Stadt Berlin. Der Stempel ist nur noch aufgedruckt.

Briefmarkenblocks dienen wegen der Größe in vielen Fällen keinen praktischen Frankaturzwecken. Hermann E. Sieger bezeichnete sie als "Briefmarken im Sonntagskleid". Je kleiner und portogerechter Blocks sind, desto häufiger werden sie postalisch auch verwendet, wie z. B. der Block "Für uns Kinder" mit dem damals üblichen Standardbriefporto.
Aber insbesondere bei der Zusammenstellung von mehreren Marken in einem Block ist der Frankaturzweck kaum gegeben, wie z. B. im rechts abgebildeten Briefmarkenblock zu 750 Jahre Berlin, Portowert: 40+50+60+80 = 230 Pfennig = 2,30 DM. Um so einen portogerechten Brief zu frankieren, wäre ein großer DIN-C4-Umschlag alleine schon wegen des Blockformates von 130 × 100 mm notwendig gewesen. Auch weitere Vorausverfügungen wie Einschreiben, Eilbrief, Wertbrief oder ähnliches sind für einen "frankaturgültigen" Brief notwendig. Diese seltene Verwendung kann den Wert eines Blocks erst ausmachen, beispielsweise (Michel-Katalog Block Nr. 2) der Deutschen Bundespost Berlin, welcher in Berlin nur als Einschreiben bedarfs- und portogerecht verwendet werden konnte, und in dieser Form eine gesuchte Rarität darstellt. Meistens wurden durch Postkunden die Einzelmarken herausgetrennt und verwendet; zentrisch gestempelte Einzelmarken aus dem Bedarf gelten als sammelwürdig.
Der überwiegende Teil der Briefmarkenblocks wurde als reines Sammlerobjekt betrachtet und landete meist direkt bei den Philatelisten im Album, ohne dass die herausgebenden Postunternehmen eine Beförderungsleistung erbringen müssen. Entwertet wurden diese Produkte durch aufgedruckte Sonderstempel. Einzelmarken wurden durch das Zertrennen der zentrisch gestempelten Blocks gewonnen, so dass auf jeder Marke nur noch ein Stempelfragment zu sehen war.
Anders als Exemplare mit Tagesstempel sind postfrische oder sondergestempelte Blocks der letzten Jahrzehnte nahezu wertlos, sind sie doch in einer Auflage in Umlauf gekommen, die heutigen Sammlerzahlen nicht mehr entsprechen.

## Kleinbogen

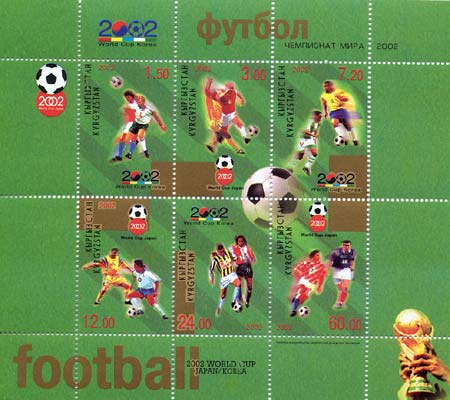
Kleinbogen aus Kirgisistan – Sonderausgabe zur Fußball-Weltmeisterschaft 2002

Als Kleinbogen werden Briefmarkenbogen bezeichnet, die weniger als die für Schalterbogen typische Anzahl von Briefmarken enthalten. Die Grenze dafür ist nicht genau festgelegt und hängt auch von der Größe der Marken ab. Insbesondere bei Sonderausgaben sind sie mitunter schwer von Briefmarkenblocks zu unterscheiden, als Unterscheidungsmerkmal kann der durchgezähnte Rand dienen.  Der Michel-Katalog katalogisiert nur solche Bogen als Kleinbogen, die höchstens zehn Briefmarken nebst eventueller Zierfelder enthalten. Seit 1994 gibt die Deutsche Post AG ihre nassklebenden Briefmarken (mit Ausnahme der Automatenmarken, Rollenmarken und Blocks) nur noch als Kleinbogen zu 2 × 5 bzw. 5 × 2 Marken, sogenannten Zehnerbogen, heraus.

## Bildergalerie von Briefmarkenblocks

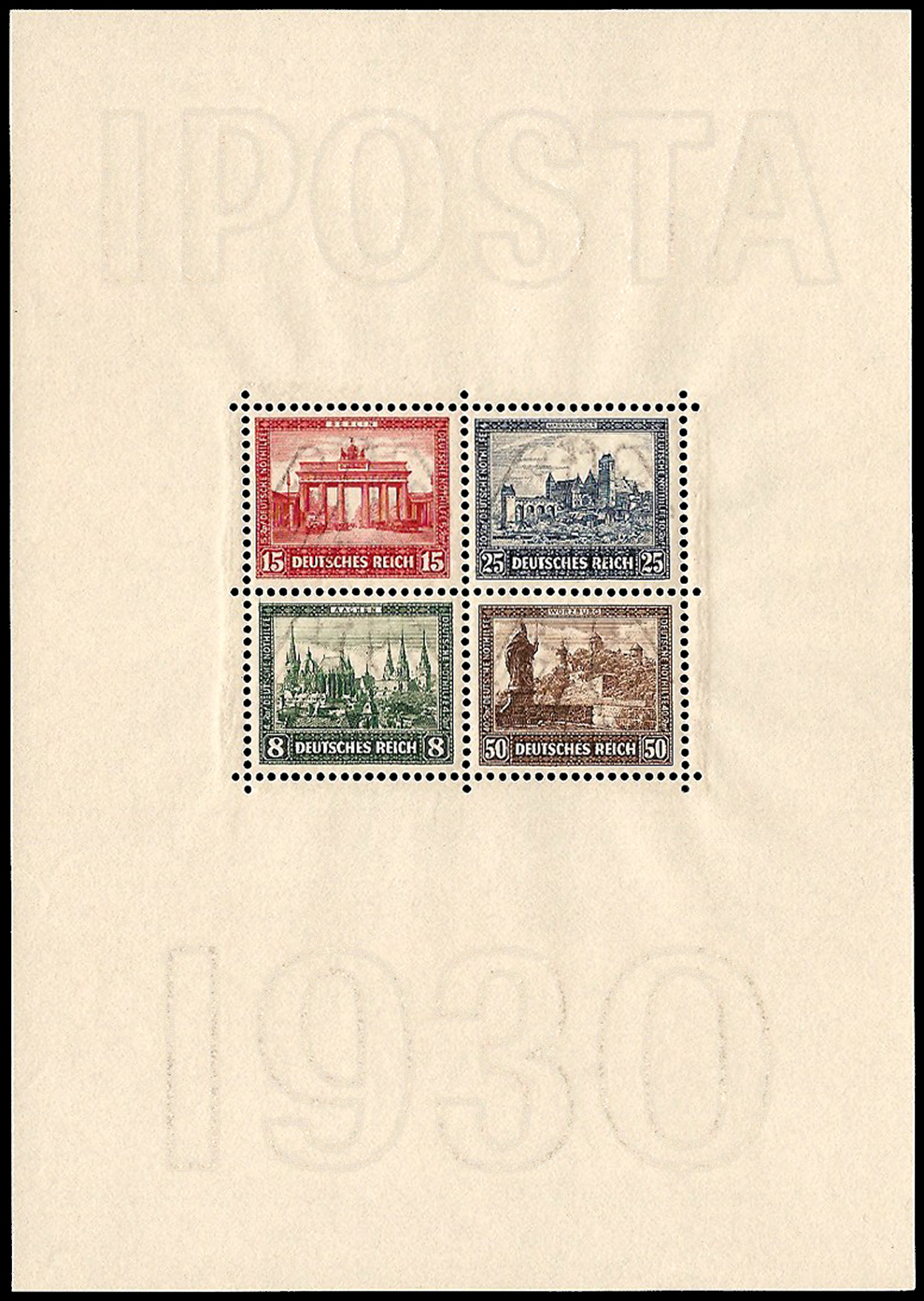
Ungestempelter IPOSTA-Block 1930 auf Brief, Block 1 Deutsches Reich 1930
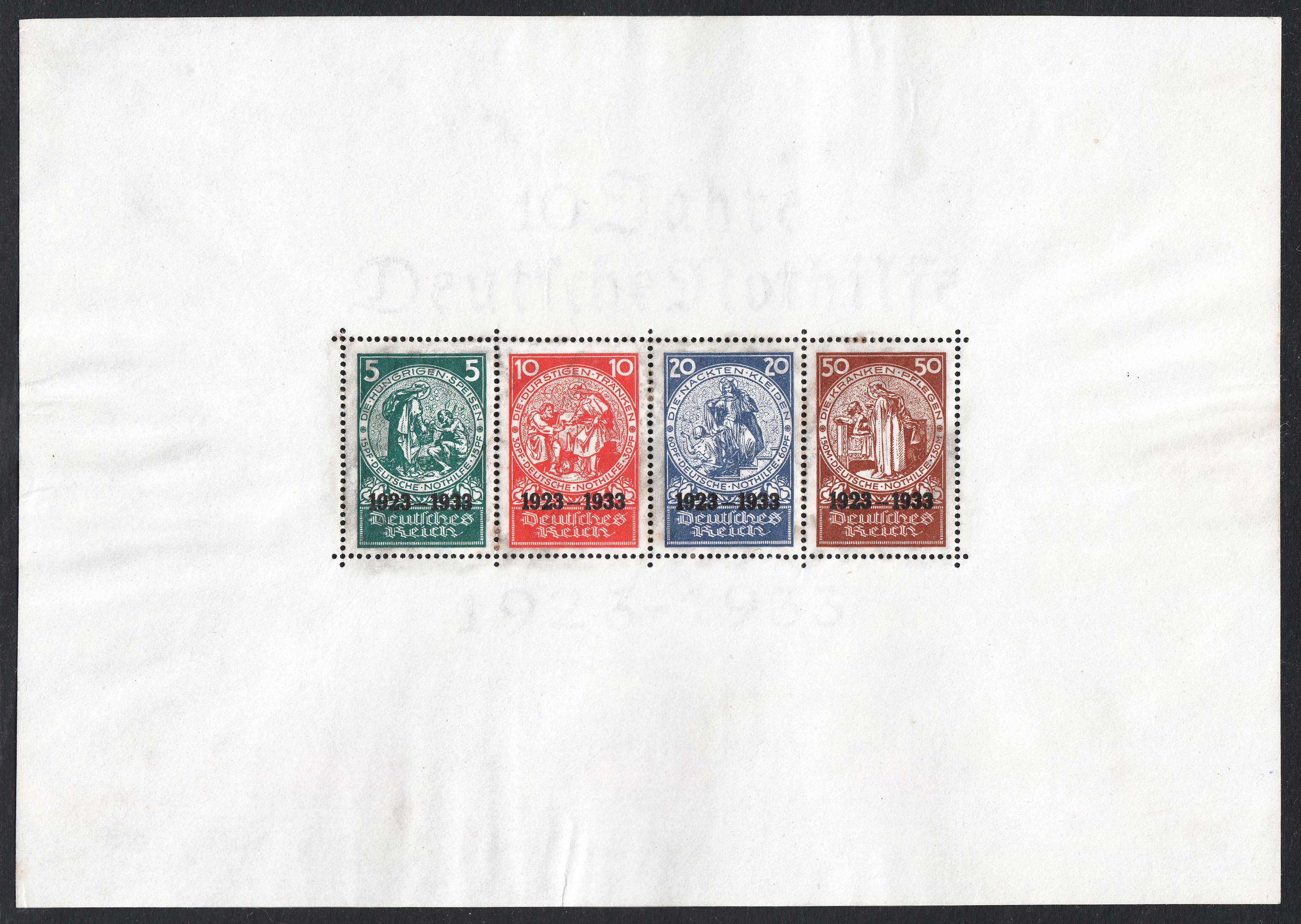
10 Jahre Deutsche Nothilfe 1923–1933, Block 2 Deutsches Reich 1933
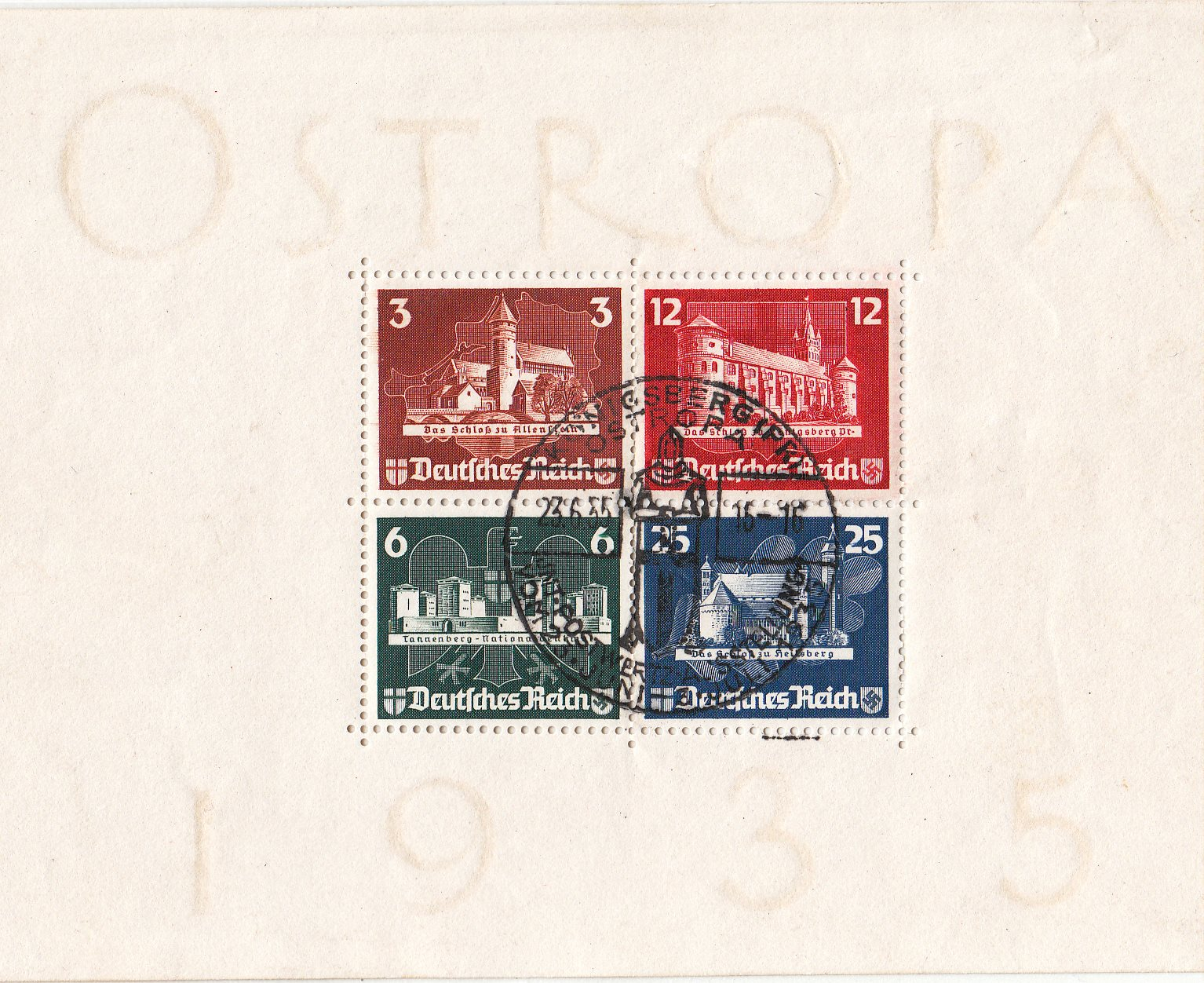
Ostropablock Block 3 Deutsches Reich 1935
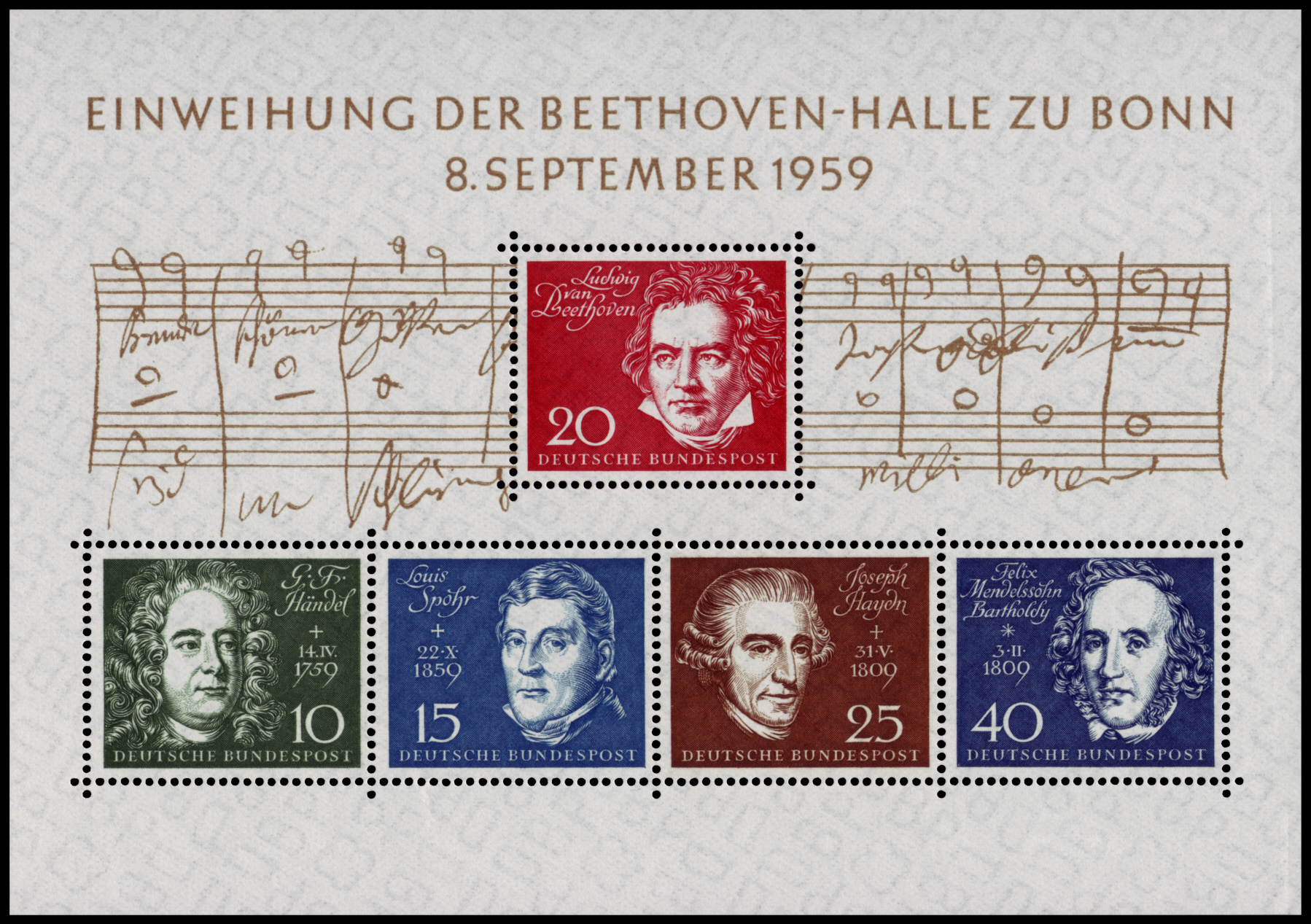
Block 2 von 1959, Einweihung der Beethovenhalle
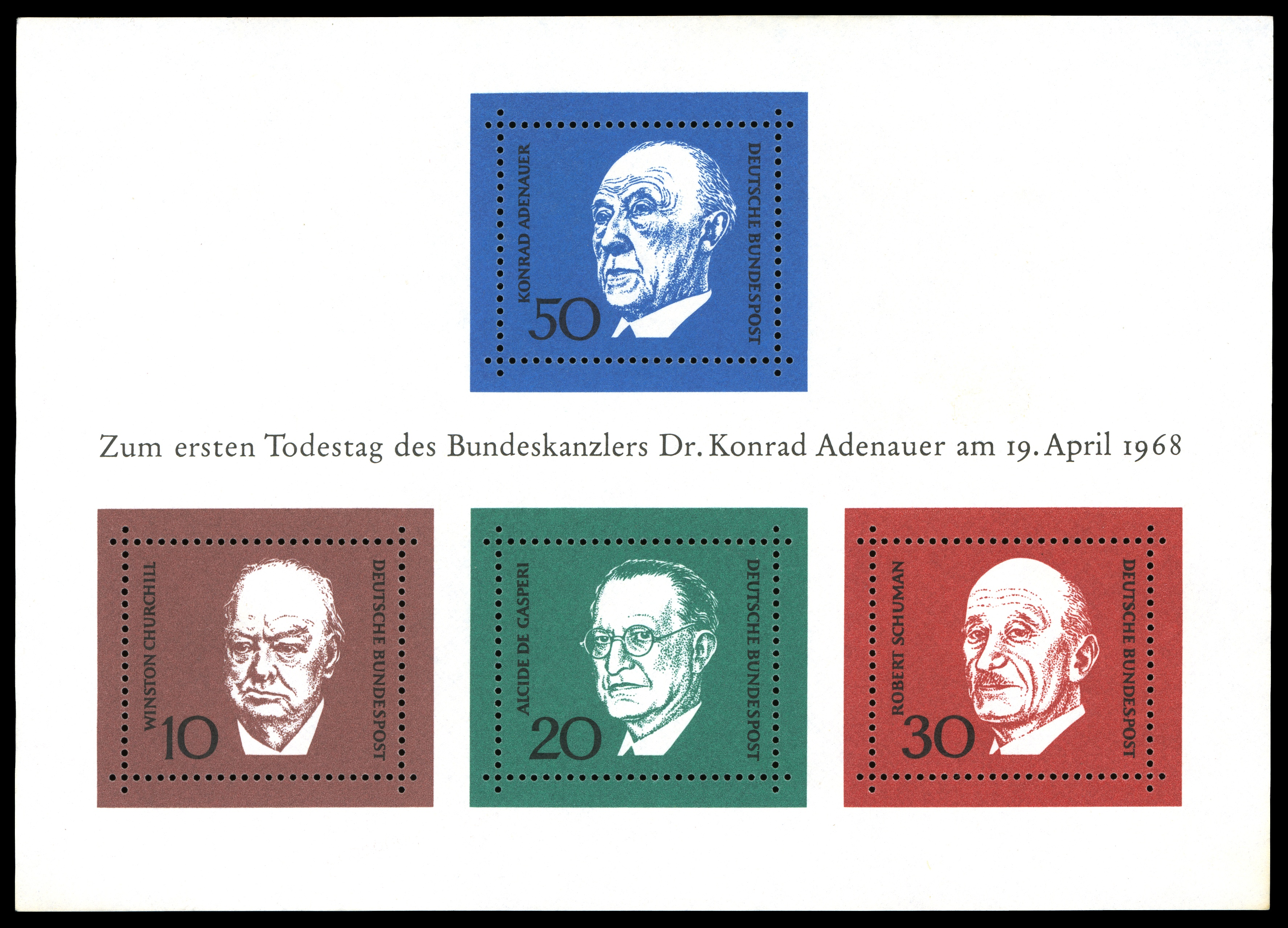
Block 4, Ausgabe 1968 der Deutschen Bundespost, (1. Todestag von Konrad Adenauer)
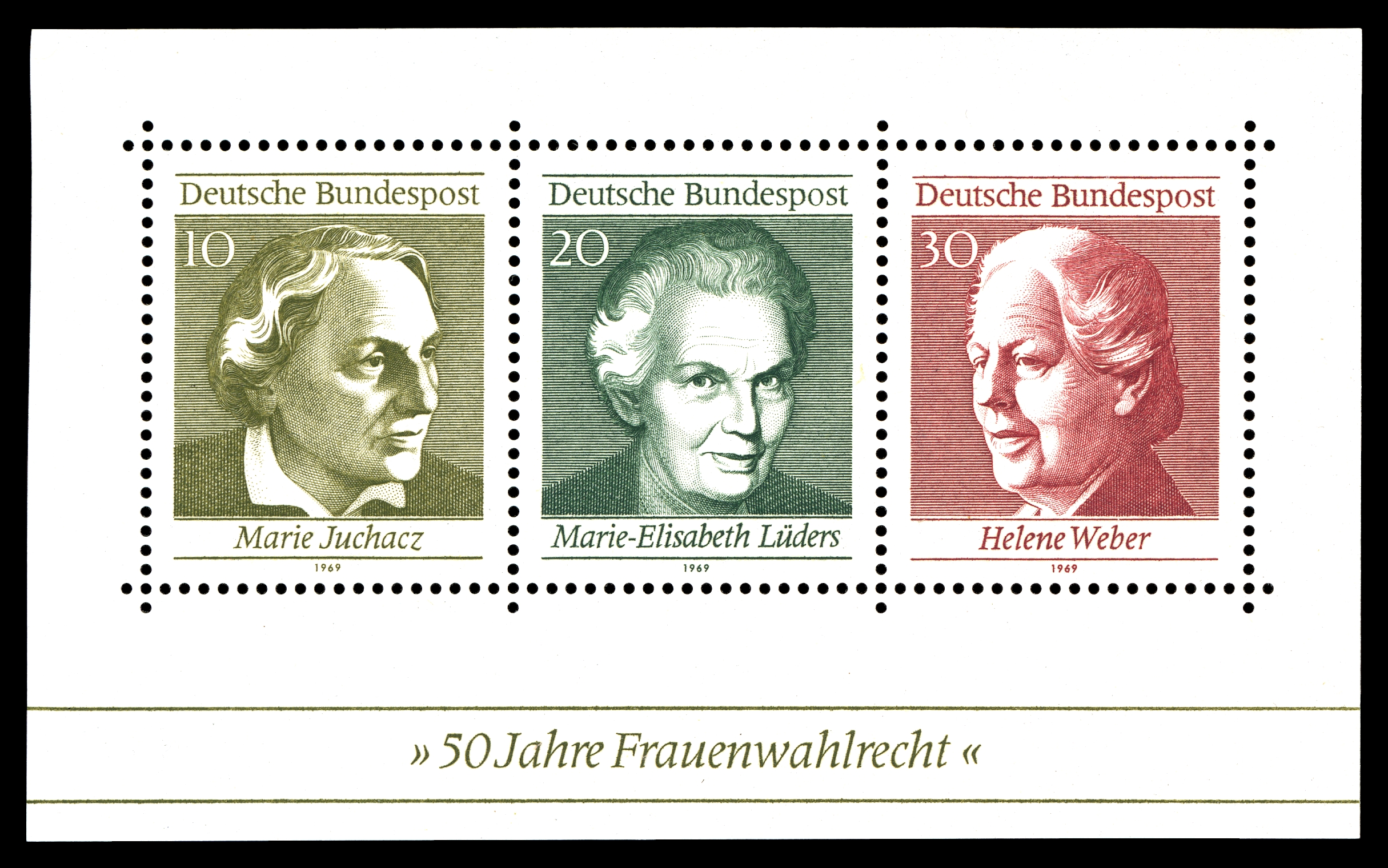
Block 5, Ausgabe 1969 der Deutschen Bundespost, (50 Jahre Frauenwahlrecht)
Block 6, 1971 Sondermarkenblock der Deutschen Bundespost zu den Olympischen Sommerspielen 1972
Block 7 Sondermarkenblock der Deutschen Bundespost zu den Olympischen Sommerspielen 1972